# Carinodens
Carinodens — викопний рід крейдяних морських ящерів родини мозазаврів. «Carinodens» означає «кільові зуби» і був названий у 1969 році як заміна назви для Compresssidens, «стиснутих зубів», які вже використовувалися для молюска гаділіданового лопатоногого.
Carinodens широко вважається сестринським таксоном Globidens, класифікованим у трибі Globidensini. Як і його близький родич, Carinodens також має характерні круглі, тупі зуби для дроблення примітивних молюсків і устриць. Більшість черепних елементів, відомих із цього роду, були знайдені в родовищах у Нідерландах, причому єдиний відомий посткраніальний матеріал походить з відкладень пізнього маастрихтського періоду в Йорданії. Інші зразки були знайдені у Бразилії, Марокко, Росії, Україні та Данії.
Carinodens мав довжину приблизно 2—2,6 метра і є одним із найменших відомих мозазаврів.
Він був тісно пов'язаний з Globidens, хоча маловідомий у порівнянні. Голотипний зразок складається з неповної правої зубної кістки, а більшість скам'янілостей, які згадуються пізніше, є ізольованими зубами. Голотипний зубний ряд зберігає лише самі задні зуби, а це означає, що донедавна, коли було відновлено більш повний матеріал, більшість зубів цього роду (найбільш відмінна риса) були невідомі.